# Paralastor occidentalis
Paralastor occidentalis är en stekelart som beskrevs av Perkins 1914. Paralastor occidentalis ingår i släktet Paralastor och familjen Eumenidae. Inga underarter finns listade i Catalogue of Life.